# Yu Yi-jie
Yu Yi-jie (en chino, 虞祎杰; pinyin, Yú Yī Jié) (Wuxi, Jiangsu, 1 de septiembre de 1995), también conocido como Jerry Yu, es un actor, cantante y bailarín chino, principalmente conocido por sus papeles del rey Yu Xiao en la serie web Men with Sword 2, y Xu Jia-mu en Pretty Man.

## Biografía
Yu Yi-jie nació el 1 de septiembre de 1995 en la ciudad de Wuxi, provincia de Jiangsu. Debutó como actor en 2017, tras interpretar al justo y bondadoso rey Yu Xiao en la segunda temporada de la serie web Men with Sword. Dicha temporada fue filmada entre febrero y marzo de 2017, y estrenada el 15 de junio. En 2018, Yu interpretó a Situ Lu en la película Spiritpact, basada en el cómic homónimo. En ese mismo año, apareció en la película The War Records of Deification y desempeñó roles principales en las series web Pretty Man y Hi, I'm Saori. En 2019, protagonizará la serie Young Blood Agency.

## Filmografía

### Series web
| Año  | Título             | Papel         | Notas     |
| ---- | ------------------ | ------------- | --------- |
| 2017 | Men with Sword 2   | Yu Xiao       | Principal |
| 2018 | Pretty Man         | Xu Jia-mu     | Principal |
| 2018 | Hi, I'm Saori      | Su Yu-xuan    | Principal |
| 2019 | Young Blood Agency | Nan Gong-shuo | Principal |

### Películas
| Año  | Título                         | Papel         | Notas     |
| ---- | ------------------------------ | ------------- | --------- |
| 2018 | Spiritpact                     | Situ Lu       | Principal |
| 2018 | The War Records of Deification | Shen Gong-bao | Principal |